# Pastor Rouaix (Durango)
Pastor Rouaix es una localidad del estado mexicano de Durango. Es parte del municipio de Gómez Palacio.

## Toponimia
El nombre de la localidad rinde homenaje a Pastor Rouaix, gobernador de Durango de 1913 a 1914 y de 1931 a 1932.

## Demografía
| Gráfica de evolución demográfica |
|                                  |

| Censo | Población |
| ----- | --------- |
| 1940  | 186       |
| 1950  | —         |
| 1960  | 198       |
| 1970  | 1 239     |
| 1980  | 978       |
| 1990  | 1 975     |
| 2000  | 2 437     |
| 2010  | 2 696     |
| 2020  | 2 713     |